# 青葉台郵便局
青葉台郵便局（あおばだいゆうびんきょく）は、神奈川県横浜市青葉区にある郵便局。民営化前の分類では、無集配特定郵便局であった。局番号は02521。

## 概要
住所：〒227-0062 神奈川県横浜市青葉区青葉台一丁目13-1
環状4号線の郵便局下交差点から東方向に向かう坂道を、40mほど上ったところにある。 

### 併設施設
- ゆうちょ銀行青葉台店（さいたま支店青葉台出張所）：取扱店番号025210
- かつて、局内に「ポスタルローソン青葉台局店」が存在したが、民営化直前に閉店となっている。ポスタルローソンとしては「代々木局店」についで2店目であった。
- また、このポスタルローソン内には「ポスタルローソン青葉台局店簡易郵便局」が設置されており、一部の郵便業務（小包の引受け，不在留置小包の交付及び切手類・印紙の販売）を行っていたが、2004年（平成16年）に廃止されている。ローソンによる小包郵便物保管の取扱は日本初であった。

## 沿革
- 1967年（昭和42年）11月13日 - 青葉台郵便局として、横浜市港北区青葉台に開局[1]。長津田郵便局から集配業務全部と、川和郵便局[2]から集配業務の一部を移管。
- 1994年（平成6年）7月1日 - 外国通貨の両替および旅行小切手の売買に関する業務取扱を開始
- 2002年（平成14年）10月7日 - 青葉郵便局（〒225-8799、集配普通郵便局）へ集配業務[3]を移管するとともに、普通郵便局から特定郵便局へ局種改定、ただし私書箱等は存続。
- 2003年（平成15年）8月26日 - 局内にポスタルローソンが開店。同時にポスタルローソン青葉台局店簡易郵便局が開局。
- 2004年（平成16年）4月1日 - ポスタルローソン青葉台局店簡易郵便局が廃止[4]。
- 2007年（平成19年）8月31日 - ポスタルローソン青葉台局店が閉店。
- 2007年（平成19年）10月1日 - 民営化に伴い、併設されたゆうちょ銀行青葉台店に、貯金関係業務を移管。
- 2008年（平成20年）1月28日 - 神奈川県内で初めて、横浜奈良郵便局とともに戸籍関係証明書交付事務開始[5]。
- 2012年（平成24年）10月1日 - 日本郵便株式会社発足。

## 取扱内容

### 青葉台郵便局
- 郵便、印紙、ゆうパック、内容証明
- 生命保険、バイク自賠責保険
- 地方公共団体事務（横浜市敬老特別乗車証・住民票の写し等公的証明書交付事務）

### ゆうちょ銀行青葉台店
- 貯金、貸付、為替、振替、振込、国際送金、国債、投資信託、変額年金保険、住宅ローン
- ATM

## 周辺
- 青葉台東急スクエア
- 横浜市立青葉台中学校
- 国道246号
- 環状4号線

## アクセス
- 東急田園都市線 青葉台駅から徒歩約2分
- 東急バス、横浜市営バス、神奈中バス 青葉台駅停留所下車
- 東名高速道路 横浜青葉ICから西へ約2.5km
- 駐車場あり：9台